# Ocenebra atropurpurea
Ocenebra atropurpurea är en snäckart som beskrevs av Carpenter 1865. Ocenebra atropurpurea ingår i släktet Ocenebra och familjen purpursnäckor. Inga underarter finns listade i Catalogue of Life.